# Iglesia del Sagrado Corazón (Jersey)
La Iglesia del Sagrado Corazón (en inglés: Sacred Heart Church) es el nombre que recibe un edificio religioso afiliado a la Iglesia católica que se encuentra ubicado en la localidad de St. Aubin en la Dependencia de la Corona Británica de Jersey, parte de las Islas del Canal.
El templo sigue el rito romano o latino y depende de la jurisdicción de la Diócesis de Portsmouth (Dioecesis Portus Magni) con sede en Portsmouth, al sur de Inglaterra, Reino Unido, y que fue creada en 1882 bajo el pontificado del papa León XIII.
La primera piedra de la iglesia fue colocada en 1936, sus trabajos de construcción iniciaron al año siguiente pero no fue sino hasta 1947 cuando fue inaugurada y bendecida.

## Referencias

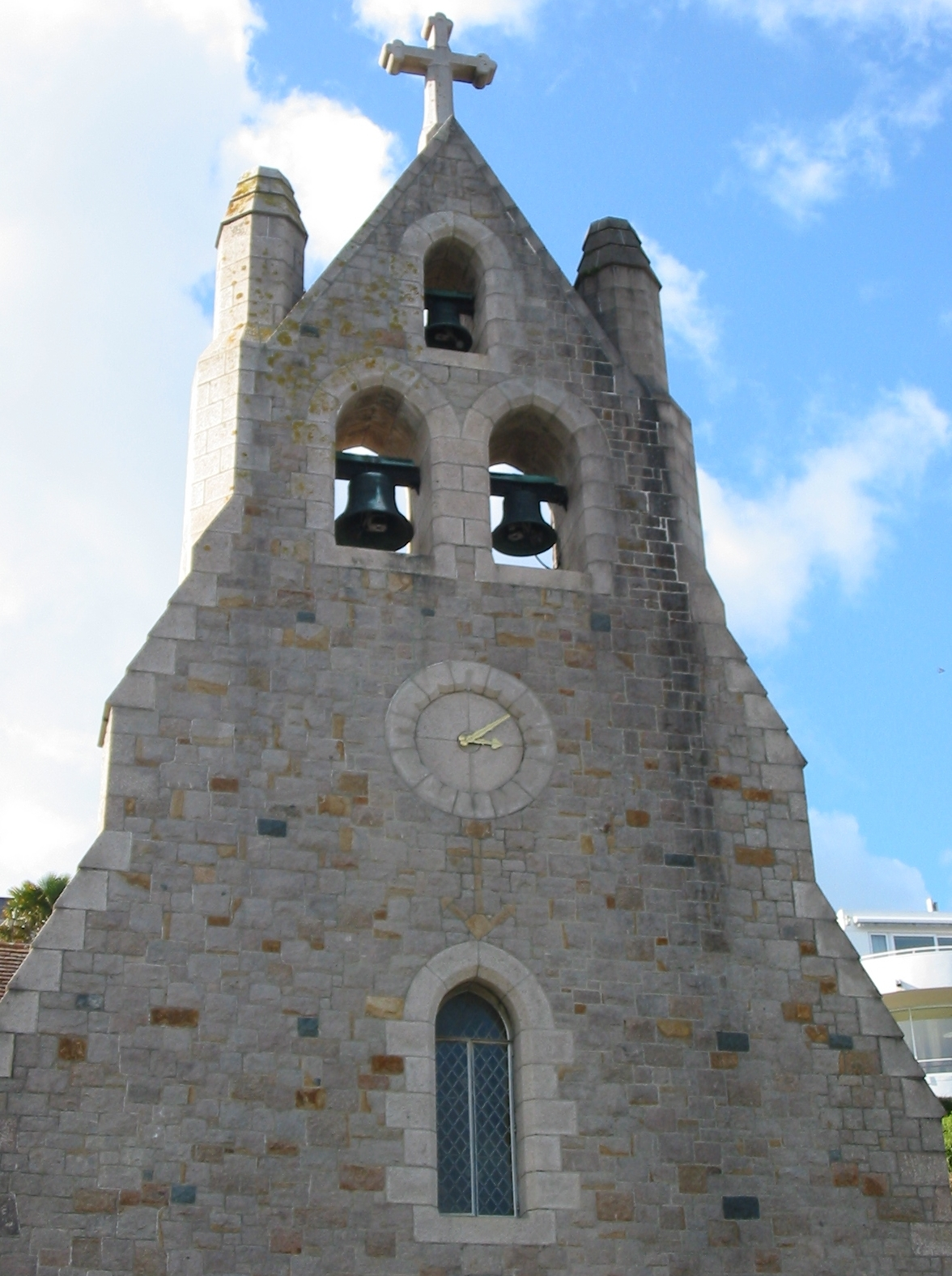
Vista de la Fachada